# Dørpsted
Dørpsted (dansk) eller Dörpstedt (tysk) er en landsby og kommune i det nordlige Tyskland under Slesvig-Flensborg kreds i delstaten Slesvig-Holsten (Sydslesvig). Byen er beliggende midtvejs mellem Slesvig by og Husum, i moseområderne (Dorpsted Mose) syd for Rejde Å og øst for Trenen. Landsbyen blev første gang nævnt i 1462 som Dorpstede.
Kommunen omfatter også landsbyerne Bynge (Bünge) og Klove. Den samarbejder på administrativt plan med andre kommuner i Krop-Stabelholms kommunefællesskab (Amt Kropp-Stapelholm).
Området er primært præget af landbrug.
Byen lå i Hollingsted Sogn, da området tilhørte Danmark.